# Zamorano-Leonés
De Zamorano-Leonés is een grote ezel uit de provincies Zamora en León, in de autonome gemeenschap Castilla y León, in het noordwesten van Spanje. De naam is afgeleid van die van de twee provincies.

## Geschiedenis
Ezels in de provincie Zamora stammen minstens uit de vijftiende eeuw. De Zamorano-ezel werd geëxporteerd naar de Nieuwe Wereld en was de eerste Spaanse ezel die bijdroeg aan de evolutie van de Noord-Amerikaanse ezel. Vanaf de achttiende eeuw lijkt het ook van invloed te zijn geweest op de ontwikkeling van het Franse ras Baudet du Poitou. De Zamorano-Leonés kregen in 1940 officiële erkenning, maar het stamboek werd pas in 1998 geopend. Net als bij andere ezelrassen leidde de mechanisatie van de landbouw in de twintigste eeuw tot een afname van de populatie en een verlies van genetische diversiteit. Enkele fokkers gingen door met het fokken van raszuivere dieren.
Vanaf 1980 werd het ras door het Ministerio de Agricultura, het Spaanse ministerie van landbouw, opgenomen op de lijst in gevaar voor uitsterven; in 1997 werd het opnieuw geclassificeerd als met uitsterven bedreigd. Een fokkersvereniging, de Asociación Nacional de Criadores de Ganado Selecto de Raza Zamorana-Leonesa, werd opgericht in 1995. In 2007 werd de status door de FAO aangepast naar bedreigd. Eind 2013 telde de geregistreerde populatie 1292 dieren, waarvan ongeveer 90% in Castilla y León.

## Kenmerken
De Zamorano-Leonés is een grote ezel, met een massieve kop. De ezels zijn gemiddeld 145 cm hoog en wegen ongeveer 370 kg. De vacht is lang en ruig en zwart of donkerbruin van kleur; de buik, snuit en ringen om de ogen zijn bleek gekleurd. De ezelinnen werden in het verleden voornamelijk gebruikt voor de productie van grote muilezels voor landbouwwerkzaamheden.